# Szegilong
Szegilong is een plaats (község) en gemeente in het Hongaarse comitaat Borsod-Abaúj-Zemplén. Szegilong telt 234 inwoners (2001).